# Fonzaso
Fonzaso ist eine nordostitalienische Gemeinde (comune) mit 3012 Einwohnern (Stand 31. Dezember 2023) in der Provinz Belluno in Venetien. Die Gemeinde liegt etwa 34,5 Kilometer südwestlich von Belluno am Cismon.

## Geschichte
Erstmals urkundlich erwähnt wird die Ortschaft Fonzaso im 13. Jahrhundert. Im Laufe der Geschichte gehörte sie zum Besitztum der Ezzelini. 

## Verkehr
Durch die Gemeinde führt die Strada Statale 50 del Grappa e del Passo Rolle. Im Ersten Weltkrieg war Fonzaso Feldbahnhof der von den italienischen Streitkräften gebauten Feldbahn Feltre–Fonzaso–Fastro mit einer Spurweite von 600 mm. 